# Babe (film, 1995)
A Babe 1995-ben bemutatott amerikai családi film, melyet Chris Noonan rendezett. A forgatókönyvet szintén Noonan írta George Millerrel közösen, Dick King-Smith Babe, a bátor kismalac című könyve alapján.
A történet középpontjában egy Babe nevű kismalac áll, aki új gazdához kerülve teljesíteni akarja régi vágyát, hogy juhászkutya legyen. A film szereplői és hangjai közt megtalálható James Cromwell, Magda Szubanski, Christine Cavanaugh, Hugo Weaving és Russi Taylor.
A filmet az Amerikai Egyesült Államokban 1995. augusztus 4-én, Magyarországon 1995. december 21-én mutatták be a mozikban.

## Cselekmény
Babe egy árva kismalac, amely egy vásár "találd ki a súlyát" versenyén köt ki. Itt kerül a szófukar Hoggett gazdához, akinek juhászkutyája, Sebes veszi oltalma alá. Hamarosan a gazda felfedezi, hogy a kismalac igencsak ért az állatok tereléséhez, így juhászkutyának kezdi kinevelni és indítani akarja egy bárányterelő versenyen.

## Szereplők
| Eredeti hang           | Szerep                        | Magyar hang    |
| ---------------------- | ----------------------------- | -------------- |
| Roscoe Lee Browne      | Mesélő                        | Sinkovits Imre |
| Christine Cavanaugh    | Babe malac                    | Szalay Csongor |
| Miriam Margolyes       | Sebes, a nőstény juhászkutya  | Andai Györgyi  |
| Hugo Weaving           | Rex, a hím juhászkutya        | Reviczky Gábor |
| Danny Mann             | Ferdinánd, a kacsa            | Cserna Antal   |
| Miriam Flynn           | Bee, nagyon öreg anyajuh      | Tímár Éva      |
| Russi Taylor           | Hercegnő, a macska            | Jani Ildikó    |
| Evelyn Krape           | Öreg anyajuh                  | Győri Ilona    |
| Michael Edward-Stevens | Ló                            | Kristóf Tibor  |
| Charles Bartlett       | Tehén                         | Zsolnai Júlia  |
| Paul Livingston        | Kakas                         |                |
| Színész                | Szerep                        | Magyar hang    |
| James Cromwell         | Arthur Hoggett gazda          | Gruber Hugó    |
| Magda Szubanski        | Mrs. Esme Cordelia Hogget     | Szabó Éva      |
| Zoe Burton             | Hoggették lánya               | Rudolf Teréz   |
| Paul Goddard           | Hoggették veje                | Kőszegi Ákos   |
| Wade Hayward           | Hoggették fiúunokája          |                |
| Brittany Byrnes        | Hoggették lányunokája         |                |
| Mary Acres             | Valda, Hoggettné barátnője    | Czigány Judit  |
| Janet Foye             | Hoggettné barátnője           | Kassai Ilona   |
| Pamela Hawken          | Hoggettné barátnője           | Kocsis Mariann |
| Karen Gough            | Hoggettné barátnője           |                |
| David Webb             | Állatorvos                    | Kiss Gábor     |
| Hec Macmillan          | Hoggett ismerőse              | Kiss Gábor     |
| Ken Gregory            | Hoggett ismerőse              | Pataki Imre    |
| Marshall Napier        | Versenybizottság elnöke       | Izsóf Vilmos   |
| Nicholas Lidstone      | Birkatolvaj                   | Rosta Sándor   |
| Trevor Read            | Villanyvezeték-szerelő        |                |
| Nicholas Blake         | Villanyvezeték-szerelő        |                |
| Matthew Long           | Juhászkutyaverseny szervezője | Horkai János   |
| John Doyle             | TV-kommentátor                | Bozai József   |
| Mike Harris            | TV-kommentátor                | Melis Gábor    |

## Díjak és jelölések
| Díj                                        | Év   | Kategória                          | Jelölt                                                                  | Eredmény | Forrás |
| ------------------------------------------ | ---- | ---------------------------------- | ----------------------------------------------------------------------- | -------- | ------ |
| Oscar-díj                                  | 1996 | Legjobb film                       | George Miller, Doug Mitchell, Bill Miller                               | Jelölve  | [ 2 ]  |
| Oscar-díj                                  | 1996 | Legjobb rendező                    | Chris Noonan                                                            | Jelölve  | [ 2 ]  |
| Oscar-díj                                  | 1996 | Legjobb férfi mellékszereplő       | James Cromwell                                                          | Jelölve  | [ 2 ]  |
| Oscar-díj                                  | 1996 | Legjobb adaptált forgatókönyv      | George Miller and Chris Noonan                                          | Jelölve  | [ 2 ]  |
| Oscar-díj                                  | 1996 | Legjobb látványtervezés            | Roger Ford, Kerrie Brown                                                | Jelölve  | [ 2 ]  |
| Oscar-díj                                  | 1996 | Legjobb vágás                      | Marcus D'Arcy, Jay Friedkin                                             | Jelölve  | [ 2 ]  |
| Oscar-díj                                  | 1996 | Legjobb vizuális effektusok        | Scott E. Anderson, Charles Gibson, Neal Scanlan, John Cox               | Elnyerte | [ 2 ]  |
| APRA-díj                                   | 1996 | Legjobb filmzene                   | Nigel Westlake                                                          | Elnyerte | [ 3 ]  |
| Australian Cinematographers Society Awards | 1996 | Az év operatőre                    | Andrew Lesnie                                                           | Elnyerte | [ 4 ]  |
| BAFTA-díj                                  | 1996 | Legjobb film                       | George Miller, Doug Mitchell, Bill Miller, Chris Noonan                 | Jelölve  | [ 5 ]  |
| BAFTA-díj                                  | 1996 | Legjobb adaptált forgatókönyv      | George Miller, Chris Noonan                                             | Jelölve  | [ 5 ]  |
| BAFTA-díj                                  | 1996 | Legjobb vágás                      | Marcus D'Arcy, Jay Friedkin                                             | Jelölve  | [ 5 ]  |
| BAFTA-díj                                  | 1996 | Legjobb vizuális effektusok        | Scott E. Anderson, Neal Scanlan, John Cox, Chris Chitty, Charles Gibson | Jelölve  | [ 5 ]  |
| British Comedy Awards                      | 1996 | Legjobb filmvígjáték               | Babe                                                                    | Elnyerte | [ 6 ]  |
| Chlotrudis Awards                          | 1996 | Legjobb film                       | Babe                                                                    | Jelölve  | [ 7 ]  |
| Chlotrudis Awards                          | 1996 | Legjobb férfi mellékszereplő       | James Cromwell                                                          | Jelölve  | [ 7 ]  |
| Critics' Choice Movie Awards               | 1996 | Legjobb családi film               | Babe                                                                    | Elnyerte | [ 8 ]  |
| Film Critics Circle of Australia Awards    | 1997 | Legjobb rendező                    | Chris Noonan                                                            | Elnyerte | [ 9 ]  |
| Film Critics Circle of Australia Awards    | 1997 | Legjobb eredeti filmzene           | Nigel Westlake                                                          | Elnyerte | [ 9 ]  |
| Golden Globe-díj                           | 1996 | Legjobb filmmusicaln vagy vígjáték | George Miller, Doug Mitchell                                            | Elnyerte | [ 10 ] |
| London Film Critics' Circle Awards         | 1996 | Az év filmje                       | Babe                                                                    | Elnyerte | [ 11 ] |
| London Film Critics' Circle Awards         | 1996 | Az év nemzetközi felfedezettje     | Chris Noonan                                                            | Elnyerte | [ 12 ] |
| National Society of Film Critics Awards    | 1996 | Legjobb film                       | Babe                                                                    | Elnyerte | [ 13 ] |
| New York Film Critics Circle Awards        | 1995 | Legjobb rendező                    | Chris Noonan                                                            | Elnyerte | [ 14 ] |
| Nickelodeon Kids’ Choice Awards            | 1996 | Kedvenc filmes állat               | Babe, a malac                                                           | Jelölve  | [ 15 ] |
| Szaturnusz-díj                             | 1996 | Legjobb fantasyfilm                | Babe                                                                    | Elnyerte | [ 16 ] |
| Szaturnusz-díj                             | 1996 | Legjobb forgatókönyv               | George Miller, Chris Noonan                                             | Jelölve  | [ 16 ] |
| Writers Guild of America Awards            | 1996 | Legjobb adaptált forgatókönyv      | George Miller, Chris Noonan                                             | Jelölve  | [ 17 ] |